# Him & Her
Him & Her ist eine 26-teilige britische Fernsehserie der BBC. Die Erstausstrahlung erfolgte vom 6. September 2010 bis zum 19. Dezember 2013 auf dem Fernsehsender BBC Three.

## Handlung
Die gesamte Handlung spielt in der Wohnung des Mittzwanzigers Steve. Dieser verbringt dort viel Zeit mit seiner Freundin Becky. Jedoch werden die beiden immer wieder von ihrem eigenartigen Nachbarn Dan gestört. Auch Beckys Schwester Laura wendet sich mit ihren Problemen an Becky und unterbricht damit ebenfalls die nette Zweisamkeit von Steve und Becky.

## Hintergrund
Russell Tovey und Sarah Solemani spielen die Hauptrollen in der Serie. Anders als andere Serien, fokussiert sich Him & Her nicht so sehr auf eher seltenere, dramatische Geschichten wie Scheidungsfälle, Todesfälle, Tod von Kindern usw. Sondern hier werden eher Alltagsgeschichten erzählt, wie z. B. die Eifersucht einer Freundin, als die Exfreundin des Partners eine alte DVD vorbeibringt. Die allerletzte Folge wurde am 19. Dezember 2013 auf BBC Three ausgestrahlt. Die Serie wurde in Großbritannien auf DVD veröffentlicht.

## Episoden
| Nr. (ges.) | Nr. (St.) | Deutscher Titel | Originaltitel         | Erstausstrahlung UK | Deutschsprachige Erstausstrahlung (—) | Regie          | Drehbuch           |
| ---------- | --------- | --------------- | --------------------- | ------------------- | ------------------------------------- | -------------- | ------------------ |
| 1          | 1         | —               | The Toast             | 6. Sep. 2010        | —                                     | Richard Laxton | Stefan Golaszewski |
| 2          | 2         | —               | The Birthday          | 13. Sep. 2010       | —                                     | Richard Laxton | Stefan Golaszewski |
| 3          | 3         | —               | The Fancy Dress Party | 20. Sep. 2010       | —                                     | Richard Laxton | Stefan Golaszewski |
| 4          | 4         | —               | The Football          | 27. Sep. 2010       | —                                     | Richard Laxton | Stefan Golaszewski |
| 5          | 5         | —               | The Parents           | 4. Okt. 2010        | —                                     | Richard Laxton | Stefan Golaszewski |
| 6          | 6         | —               | The Argument          | 11. Okt. 2010       | —                                     | Richard Laxton | Stefan Golaszewski |

| Nr. (ges.) | Nr. (St.) | Deutscher Titel | Originaltitel    | Erstausstrahlung UK | Deutschsprachige Erstausstrahlung (—) | Regie          | Drehbuch           |
| ---------- | --------- | --------------- | ---------------- | ------------------- | ------------------------------------- | -------------- | ------------------ |
| 7          | 1         | —               | The Move         | 1. Nov. 2011        | —                                     | Richard Laxton | Stefan Golaszewski |
| 8          | 2         | —               | The Sleep-over   | 8. Nov. 2011        | —                                     | Richard Laxton | Stefan Golaszewski |
| 9          | 3         | —               | The Get-together | 15. Nov. 2011       | —                                     | Richard Laxton | Stefan Golaszewski |
| 10         | 4         | —               | The Fight        | 22. Nov. 2011       | —                                     | Richard Laxton | Stefan Golaszewski |
| 11         | 5         | —               | The Rollover     | 29. Nov. 2011       | —                                     | Richard Laxton | Stefan Golaszewski |
| 12         | 6         | —               | The Cinema       | 6. Dez. 2011        | —                                     | Richard Laxton | Stefan Golaszewski |
| 13         | 7         | —               | The Split        | 13. Dez. 2011       | —                                     | Richard Laxton | Stefan Golaszewski |

| Nr. (ges.) | Nr. (St.) | Deutscher Titel | Originaltitel         | Erstausstrahlung UK | Deutschsprachige Erstausstrahlung (—) | Regie          | Drehbuch           |
| ---------- | --------- | --------------- | --------------------- | ------------------- | ------------------------------------- | -------------- | ------------------ |
| 14         | 1         | —               | The Ring              | 18. Nov. 2012       | —                                     | Richard Laxton | Stefan Golaszewski |
| 15         | 2         | —               | The Sister-in-Law     | 18. Nov. 2012       | —                                     | Richard Laxton | Stefan Golaszewski |
| 16         | 3         | —               | The Happy Couple      | 25. Nov. 2012       | —                                     | Richard Laxton | Stefan Golaszewski |
| 17         | 4         | —               | The Father-in-Law     | 2. Dez. 2012        | —                                     | Richard Laxton | Stefan Golaszewski |
| 18         | 5         | —               | The First Date        | 9. Dez. 2012        | —                                     | Richard Laxton | Stefan Golaszewski |
| 19         | 6         | —               | The Proposal          | 16. Dez. 2012       | —                                     | Richard Laxton | Stefan Golaszewski |
| 20         | 7         | —               | The Christmas Special | 23. Dez. 2012       | —                                     | Richard Laxton | Stefan Golaszewski |

| Nr. (ges.) | Nr. (St.) | Deutscher Titel | Originaltitel | Erstausstrahlung UK | Deutschsprachige Erstausstrahlung (—) | Regie          | Drehbuch           |
| ---------- | --------- | --------------- | ------------- | ------------------- | ------------------------------------- | -------------- | ------------------ |
| 21         | 1         | —               | The Morning   | 21. Nov. 2013       | —                                     | Richard Laxton | Stefan Golaszewski |
| 22         | 2         | —               | The Arrival   | 28. Nov. 2013       | —                                     | Richard Laxton | Stefan Golaszewski |
| 23         | 3         | —               | The Ceremony  | 5. Dez. 2013        | —                                     | Richard Laxton | Stefan Golaszewski |
| 24         | 4         | —               | The Speeches  | 12. Dez. 2013       | —                                     | Richard Laxton | Stefan Golaszewski |
| 25         | 5         | —               | The Disco     | 19. Dez. 2013       | —                                     | Richard Laxton | Stefan Golaszewski |

## Rezeption

### Auszeichnungen und Nominierungen
Writers’ Guild of Great Britain:
- 2013: Best Television Comedy (Stefan Golaszewski)
- 2014: Writers’ Guild of Great Britain (Stefan Golaszewski)

Royal Television Society:
- 2012: Best Comedy Performance (Russell Tovey, Sarah Solemani)

BAFTA Awards:
- 2012: Nominiert für Breakthrough Talent (Stefan Golaszewski)
- 2014: Best Situation Comedy (Stefan Golaszewski, Lyndsay Robinson, Richard Laxton, Kenton Allen, Big Talk Productions)
- 2014: Nominiert für Best Female Performance in a Comedy Role (Kerry Howard)
- 2010: Nominiert für Best Photography and Lighting (Fiction/Entertainment) (Alan Almond)[5]

### Kritiken
Sam Wollaston, vom Guardian findet Him & Her lustig, sexy, ein bisschen unhöflich, und ganz charmant. Er glaubt, dass Him & Her eine der schönsten Sendungen im Fernsehen ist. Dan Martin lobt die Darstellungen von Russell Tovey und Sarah Solemani. Er findet die Serie enorm romantischen und bizarr bewegend.
Ellen E Jones von The Independent meint, dass Kerry Howard, Laura perfekt darstelle, die sowohl abscheulich jenseits jeglicher Vorstellungskraft sei, aber trotzdem in anderen Menschen aus dem eigenen Umfeld wieder zu erkennen sei.
Bruce Dessau von Beyond the Joke glaubt, dass das die Schauspieler grandios und das Drehbuch hervorragend sei. Golaszewski habe zwar zuvor bereits sehr gute Stücke geschrieben, hier habe er sich jedoch noch einmal übertroffen.
Laut Views from the Sofa ist Him & Her eine der besten Sitcoms im britischen Fernsehen. Die Serie lebe komplett von den Charakteren, die die Serie so gut machen würden. Das Hauptpaar sei realistisch und glaubhaft, die Nebencharaktere würden jeweils ein neues Element hinzufügen.